# James Hamilton, 1. vévoda z Abercornu
James Hamilton, 1. vévoda z Abercornu (James Hamilton, 1st Duke of Abercorn, 2nd Marquess of Abercorn, 1st Marquess Hamilton and Strabane, 10th Earl of Abercorn, 3rd Viscount Hamilton of Hamilton, 5th Viscount Strabane, 10th Baron Paisley and Hamilton, 10th Baron of Abercorn, 5th Baron Mountcastle) (21. ledna 1811, Londýn, Anglie – 31. října 1885, Baronscourt, Irsko) byl britský státník a dvořan ze starobylého šlechtického rodu Hamiltonů. Od mládí byl členem Sněmovny lordů a zastával funkce u královského dvora. V politice patřil ke konzervativcům a dvakrát byl místokrálem v Irsku. Uplatnil se také v diplomacii, získal Podvazkový řád a v roce 1868 byl povýšen na vévodu.

## Životopis

Erb vévodů z Abercornu

Pocházel z rodové linie Hamiltonů, která od roku 1606 užívala titul hrabat z Abercornu, narodil se jako starší syn předčasně zemřelého poslance lorda Jamese Hamiltona (1786-1814), byl vnukem 1. markýze z Abercornu, mimo jiné byl též synovcem premiéra 4. hraběte z Aberdeenu. V roce 1818 zdědil rodové tituly (titulů bylo celkem sedm s právem peerství v Anglii, Skotsku a Irsku). Studoval v Harrow a Oxfordu, po dosažení plnoletosti se stal členem Sněmovny lordů (v Horní sněmovně zasedal s britským titulem markýze z Abercornu). Od mládí se pohyboval u dvora a v letech 1846-1859 byl prvním komorníkem (Groom of Stole) prince Alberta, manžela královny Viktorie. Od roku 1846 byl zároveň členem Tajné rady, mezitím již v roce 1844 obdržel Podvazkový řád a v letech 1844-1885 byl lordem-místodržitelem v irském hrabství Donegal, kde vlastnil statky.
Ve třetí Derbyho vládě zastával funkci irského místokrále (1866-1868), po pádu vlády rezignoval a při té příležitosti byl povýšen na vévodu z Abercornu (1868; titul platil pouze pro Irsko, takže členem britské Sněmovny lordů byl nadále jen jako markýz). Podruhé zastával úřad irského místokrále v Disraeliho vládě v letech 1874-1876. Rezignoval v prosinci 1876 s ohledem na zdravotní stav své manželky, která nezvládala reprezentační povinnost spojené s postavením manželky místokrále (ve funkci jej nahradil jeho příbuzný 7. vévoda z Marlborough). V roce 1878 byl pověřen mimořádnou diplomatickou misí do Říma, kam novému králi Umbertovi I. doručil Podvazkový řád. Kromě řady čestných hodností v Irsku získal čestné doktoráty na univerzitách v Oxfordu, Cambridge a Dublinu. Zemřel na rodovém sídle Baronscourt v Irsku.

## Rodina

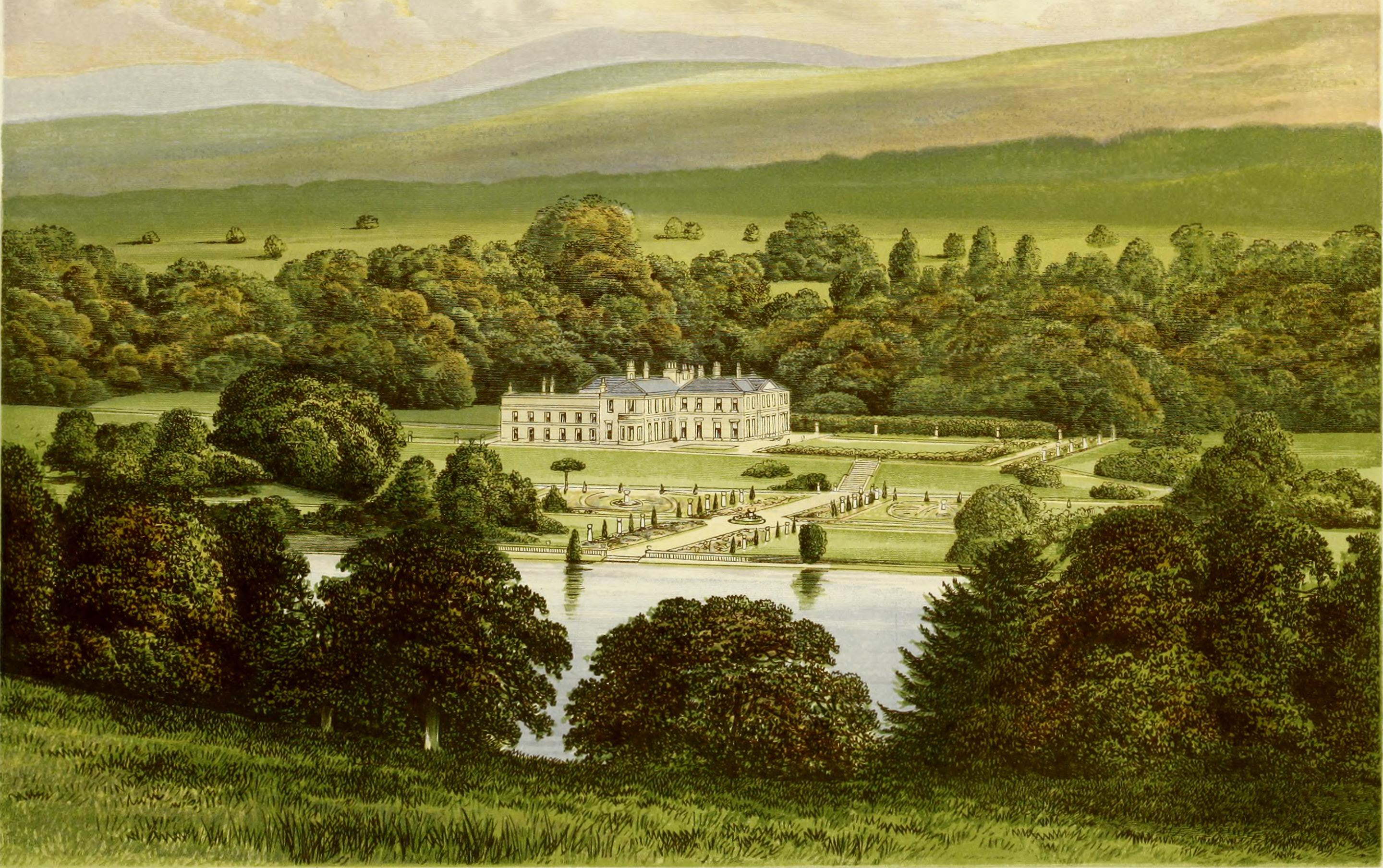
Zámek Baronscourt v Irsku, hlavní sídlo vévodů z Abercornu

V roce 1832 se na skotském zámku Gordon Castle oženil s Jane Russell (1812-1905), dcerou 6. vévody z Bedfordu a nevlastní sestrou premiéra 1. hraběte Russella. Z jejich manželství pocházelo čtrnáct dětí. Ze sedmi synů nejstarší James zdědil titul vévody, další čtyři synové zasedali v Dolní sněmovně za Konzervativní stranu. Nejvýznamnějším z nich byl lord George Francis Hamilton, který byl ministrem námořnictva a státním sekretářem pro Indii.
- Harriet (1834-1913), manžel 1855 Thomas Anson, 2. hrabě z Lichfieldu (1825-1892)

- Beatrix (1835-1871), manžel 1854 George Lambton, 2. hrabě z Durhamu (1828-1879), lord-místodržitel v Durhamu

- Louisa (1836-1912), manžel 1859 William Scott, 6. vévoda z Buccleugh-Queensberry (1831-1914), poslanec Dolní sněmovny

- James Hamilton, 2. vévoda z Abercornu (1838-1913), první komorník prince waleského

- Katherine (1840-1874), manžel 1858 William Edgcumbe, 4. hrabě z Mount Edgcumbe (1832-1917), nejvyšší komoří, nejvyšší hofmistr

- Georgiana (1841-1913), manžel 1882 Edward Turnour, 5. hrabě z Wintertonu (1837-1907)

- lord Claud John Hamilton (1843-1925), poslanec Dolní sněmovny, důstojník, pobočník královny Viktorie

- lord George Francis Hamilton (1845-1927), státník, ministr námořnictva, ministr pro Indii

- Albertha (1847-1922), manžel 1869 George Charles Spencer, 8. vévoda z Marlborough (1844-1892)

- lord Ronald Douglas Hamilton (1849-1867)

- Maud Evelyn (1850-1932), manžel 1869 Henry Charles Petty-Fitzmaurice, 5. markýz z Lansdowne (1845-1927), generální guvernér v Kanadě, místokrál v Indii, ministr zahraničí, ministr války

- lord Cosmo Hamilton (* a † 1853)

- lord Frederick Spencer Hamilton (1856-1928), poslanec Dolní sněmovny, diplomat

- lord Ernest William Hamilton (1858-1939), poslanec Dolní sněmovny, důstojník